# Луций Цезий Марциал
Луций Цезий Мартиалис (на латински: Lucius Caesius Martialis) е политик и сенатор на Римската империя през 1 век. Произлиза от плебейската фамилия Цезии.
През 57 г. той е суфектконсул от юли заедно с император Нерон (консул за II път).